# Пост (Техас)
Пост (англ. Post) — місто (англ. city) в США, в окрузі Гарза штату Техас. Населення — 4790 осіб (2020).

## Географія
Пост розташований за координатами 33°11′27″ пн. ш. 101°22′53″ зх. д. / 33.19083° пн. ш. 101.38139° зх. д. (33.190910, -101.381519).  За даними Бюро перепису населення США в 2010 році місто мало площу 9,77 км², з яких 9,70 км² — суходіл та 0,08 км² — водойми.

## Демографія
Згідно з переписом 2010 року, у місті мешкало 5376 осіб у 1241 домогосподарстві у складі 877 родин. Густота населення становила 550 осіб/км².  Було 1439 помешкань (147/км²).
Расовий склад населення:
| - 82,0 % — білих - 7,4 % — чорних або афроамериканців - 0,6 % — корінних американців - 0,1 % — вихідців з тихоокеанських островів - 0,1 % — азіатів - 8,6 % — осіб інших рас |

До двох чи більше рас належало 1,2 %. Частка іспаномовних становила 51,6 % від усіх жителів.
За віковим діапазоном населення розподілялося таким чином: 19,5 % — особи молодші 18 років, 71,2 % — особи у віці 18—64 років, 9,3 % — особи у віці 65 років та старші. Медіана віку мешканця становила 31,3 року. На 100 осіб жіночої статі у місті припадало 191,4 чоловіків;  на 100 жінок у віці від 18 років та старших — 221,5 чоловіків також старших 18 років.
Середній дохід на одне домашнє господарство  становив 64 572 долари США (медіана — 48 000), а середній дохід на одну сім'ю — 71 279 доларів (медіана — 49 263). За межею бідності перебувало 13,1 % осіб, у тому числі 17,5 % дітей у віці до 18 років та 15,3 % осіб у віці 65 років та старших.
Цивільне працевлаштоване населення становило 1318 осіб. Основні галузі зайнятості: сільське господарство, лісництво, риболовля — 14,1 %, освіта, охорона здоров'я та соціальна допомога — 13,4 %, публічна адміністрація — 12,6 %.